# Abadan (isola)
Abadan è un'isola dell'Iran, nella provincia del Khūzestān. È posizionata nello Shatt al-'Arab. Fu ceduta dall'Impero ottomano alla Persia nel 1847.
Nel 1908 nacque sull'isola la città di Abadan in seguito alla scoperta di pozzi petroliferi nelle vicinanze. Sull'isola era posizionata negli anni intorno al 1970 la più grande raffineria di petrolio del mondo.
Dopo la lunga guerra che coinvolse l'Iran con l'Iraq furono distrutti gli impianti di estrazione e la raffineria, ed oggi il pompaggio è ripreso in misura inferiore ai ritmi di allora.

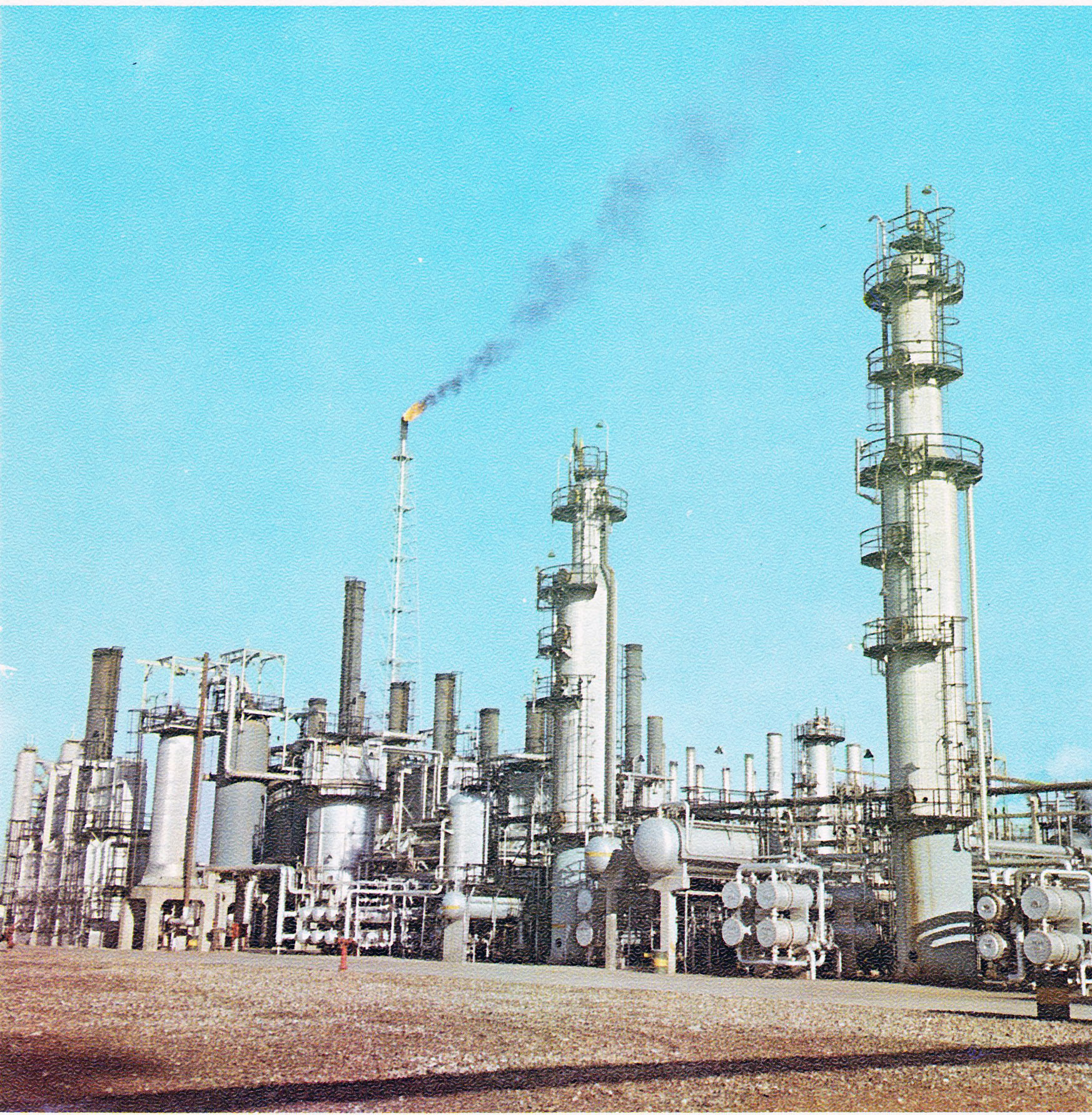
Abadan Catalitic facilities

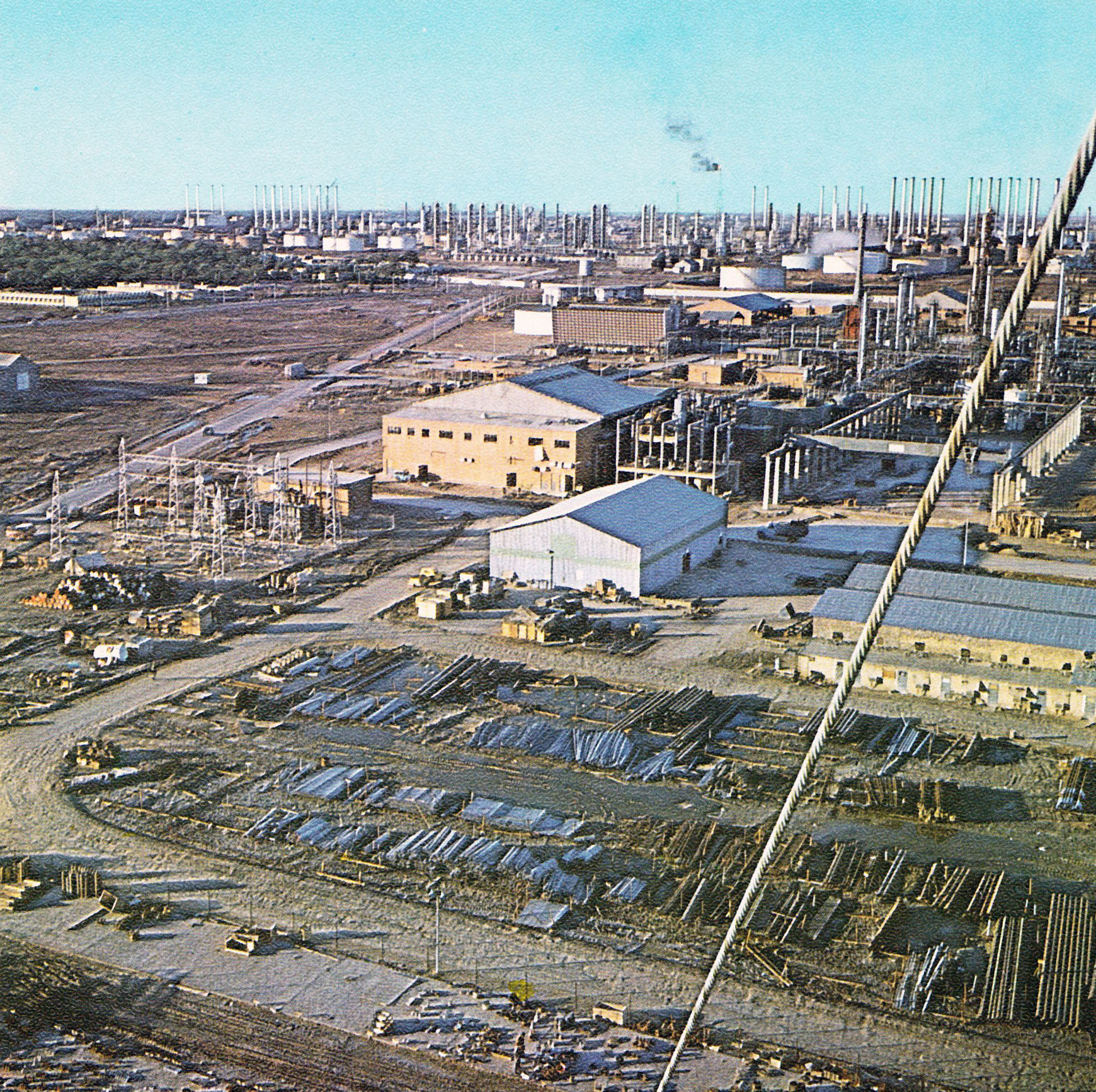
Abadanoilrefinery2

Immagini della Raffineria nel 1970